# U-143 (tàu ngầm Đức) (1940)
U-143 là một tàu ngầm duyên hải  Lớp Type II thuộc phân lớp Type IID được Hải quân Đức Quốc Xã chế tạo vào đầu Chiến tranh Thế giới thứ hai. Những tàu ngầm Type II vốn quá nhỏ để có thể tiến hành các chiến dịch cách xa căn cứ nhà, nên chúng hầu như chỉ đảm nhiệm vai trò tàu huấn luyện tại các trường tàu ngầm Đức. Được huy động do tình trạng thiếu hụt tàu ngầm sau khi xung đột bùng nổ, U-143 đã thực hiện bốn chuyến tuần tra tại Bắc Hải và chung quanh quần đảo Anh, đánh chìm được một tàu buôn tải trọng 1.409 gross register tons (GRT). Đến tháng 10, 1941, U-143 được rút về làm nhiệm vụ huấn luyện cho đến hết chiến tranh, và đã đầu hàng lực lượng Đồng Minh tại Helgoland vào tháng 5, 1945. Cuối cùng nó bị đánh đắm trong Chiến dịch Deadlight vào tháng 12, 1945.

## Thiết kế và chế tạo
Phân lớp Type IID là một phiên bản mở rộng của Type IIC dẫn trước. Chúng có trọng lượng choán nước 314 t (309 tấn Anh) khi nổi và 364 t (358 tấn Anh) khi lặn); tuy nhiên tải trọng tiêu chuẩn được công bố chỉ có 250 tấn Anh (254 t). Chúng có chiều dài chung 43,97 m (144 ft 3 in), lớp vỏ trong chịu áp lực dài 29,80 m (97 ft 9 in), mạn tàu rộng 4,92 m (16 ft 2 in), chiều cao 8,40 m (27 ft 7 in) và mớn nước 3,93 m (12 ft 11 in).
Chúng trang bị hai động cơ diesel MWM RS 127 S 6-xy lanh 4 thì công suất 700 mã lực mét (510 kW; 690 shp) để đi đường trường và hai động cơ/máy phát điện Siemens-Schuckert PG VV 322/36 tổng công suất 460 mã lực mét (340 kW; 450 shp) để lặn, hai trục chân vịt và hai chân vịt đường kính 0,85 m (3 ft). Các con tàu có thể lặn đến độ sâu 80–150 m (260–490 ft). Chúng đạt được tốc độ tối đa 12,7 kn (23,5 km/h) trên mặt nước và 7,4 kn (13,7 km/h) khi lặn,  với tầm hoạt động tối đa 3.800 nmi (7.000 km) khi đi tốc độ đường trường 8 kn (15 km/h), và 35–42 nmi (65–78 km) ở tốc độ 4 kn (7,4 km/h) khi lặn.
Vũ khí trang bị bao gồm ba ống phóng ngư lôi 53,3 cm (21 in) trước mũi, mang theo tổng cộng năm quả ngư lôi hoặc cho đến 12 quả thủy lôi TMA. Một pháo phòng không 2 cm (0,79 in) cũng được trang bị trên boong tàu. Thủy thủ đoàn bao gồm 25 sĩ quan và thủy thủ.
U-143 được đặt hàng vào ngày 25 tháng 9, 1939. Nó được đặt lườn tại xưởng tàu của hãng Deutsche Werke tại Kiel vào ngày 3 tháng 1, 1940, hạ thủy vào ngày 10 tháng 8, 1940, và nhập biên chế cùng Hải quân Đức Quốc Xã vào ngày 18 tháng 9, 1940 dưới quyền chỉ huy của Hạm trưởng, Đại úy Hải quân Ernst Mengerson.

## Lịch sử hoạt động

### 1941

#### Chuyến tuần tra thứ nhất
U-143 khởi hành từ Kiel vào ngày 19 tháng 4, 1941 cho chuyến tuần tra đầu tiên trong chiến tranh. Nó đi đến Bắc Hải, rồi băng qua khe GIUK giữa các quần đảo Faroe và Shetland để tiến vào khu vực Đại Tây Dương về phía Tây Scotland và Ireland. Sau 25 ngày tuần tra mà không có kết quả, nó quay trở về cảng Bergen, Na Uy vào ngày 13 tháng 5.

#### Chuyến tuần tra thứ hai và thứ ba
Sau khi chuyển căn cứ từ Bergen đến Kiel, I-143 lên đường vào ngày 9 tháng 6 cho chuyến tuần tra thứ hai, tiếp tục theo lộ trình cũ để hoạt động về phía Tây Bắc Scotland và Ireland. Nó kết thúc chuyến tuần tra và quay trở về Bergen vào ngày 29 tháng 6. Chiếc tàu ngầm lại khởi hành từ Bergen vào ngày 6 tháng 7 cho chuyến tuần tra thứ ba tại Bắc Đại Tây Dương, rồi quay trở về Bergen vào ngày 14 tháng 7. Nó tiếp tục hành trình và về đến Kiel vào ngày 21 tháng 7. Trong cả hai chuyến tuần tra này nó không đánh chìm được mục tiêu nào.

#### Chuyến tuần tra thứ tư
Trong chuyến tuần tra cuối cùng xuất phát từ Kiel vào ngày 17 tháng 8, I-143 đã đánh chìm tàu buôn Inger vào ngày 23 tháng 8 ở vị trí khoảng 30 nmi (56 km) về phía Tây Bắc quần đảo Outer Hebrides, Scotland. Nó kết thúc chuyến tuần tra và quay trở về Kiel vào ngày 12 tháng 9.

### 1942 - 1945
U-143 được rút về làm nhiệm vụ huấn luyện từ tháng 10, 1941 cho đến khi chiến tranh kết thúc. Vào giai đoạn kết thúc xung đột, U-143 đã đầu hàng lực lượng Đồng Minh tại Helgoland vào ngày 5 tháng 5, 1945. Nó sau đó được kéo đến Wilhelmshaven, và cuối cùng bị đánh chìm trong khuôn khổ Chiến dịch Deadlight vào ngày 22 tháng 12, 1945, tại tọa độ 55°58′B 9°35′T / 55,967°B 9,583°T.

### Tóm tắt chiến công
U-143 đã đánh chìm một tàu buôn có tải trọng 1.409 gross register tons (GRT),:
| Ngày             | Tên tàu | Quốc tịch | Tải trọng | Số phận     |
| ---------------- | ------- | --------- | --------- | ----------- |
| 23 tháng 8, 1941 | Inger   | Norway    | 1.409     | Bị đánh cìm |